# Радигін Анатолій Володимирович
Анатолій Володимирович Радигін (рос. Анатолий Владимирович Радыгин, 1 липня 1934, м. Ленінград, РРСФР, СРСР — пом. 1984, США) — російський поет єврейського походження, політв'язень радянського режиму.

## Життєпис
Анатолій Радигін народився 1 липня 1934 року в Ленінграді, у сім'ї Володимира Радигіна, музиканта, та Соломії Рувимовни Шульман, танцівниці.
З початком німецько-радянської війни, у 1941 році, сім'я евакуйована з Ленінграду в Ташкент.
У 1949 закінчив ремісниче училище, працював електрослюсарем на шахтах в районі міста Кохтла-Ярве в Естонії.
1949—1952 — навчання та закінчення вечірньої школи-десятирічки.
У 1952 році вступив до ВВМУ ім. М. В. Фрунзе. 1954 року одружився, дружина — Галина Радигіна. У 1955 році в подружжя народився син Сергій. У січні 1956 року був відрахований з останнього курсу училища «за правдошукацтво» та призначений матросом на крейсер «Молотовськ», ескадра Північного флоту. Однак через місяць був зарахований курсантом ЧВВМУ ім. П. С. Нахімова. У серпні 1956 року закінчив ЧВВМУ ім. П. С. Нахімова, отримав військове звання лейтенант та був звільнений в запас за скороченням штатів, у зв'язку з проведеним Микитою Хрущовим скороченням Радянської Армії.
У 1957—1962 роках служить штурманом торгового флоту, плаває на Чорному морі, на Півночі, на Далекому Сході. Пише вірші, відвідує Літературні об'єднання Ленінграда, де читає свої вірші. Усвідомлює причини відсунення його по службі на другі і треті ролі (мати — єврейка).
1961 року вийшла у світ перша книга віршів «Океанська сіль» рос. «Океанская соль». Знайомиться з Аллою Олексіївною Казьмін, згодом адресатом його листів з ув'язнення.
У вересні 1962 року в Батумі намагається втекти з СРСР (спробував вплав дістатися до нейтральних вод). Арештований, ув'язнений до Батумської в'язниці. Слідство вів слідчий Чхеїдзе. На суді в останньому слові різко осудив комуністичний режим. Засуджений до 10 років ВТТ по ст. 58.
1963—1965 роках в Мордовському таборі у Потьмі. Постійно відмовляється від роботи, утримується в жорстких умовах.
У 1966—1968 роках у Володимирській в'язниці. Режим: ларьок на 2 рублі 50 копійок на місяць; побачення тільки з матір'ю два рази в рік по 30 хвилин; один лист на місяць з ув'язнення; двічі на рік п'ятикілограмова посилка. Займається іноземними мовами, вивчив французьку та японську мови. Хворіє.
У січні 1969 у зв'язку із закінченням терміну тюремного ув'язнення переведений в Потьму. Співтабірник — С. Д. Хаха, згодом активний діяч Санкт-Петербурзького відділення «Меморіалу».
1969 року спробував втекти з табору, повторно відправлений у Володимирську в'язницю. Співкамерник — В. Є. Ронкін. Знайомится з А. Гінзбургом.
Весною 1971 року вирішує емігрувати з СРСР. Вивчає іврит, пробує домогтися права взяти прізвище і національність матері.
У вересні 1972 звільняється та приїжджає у Ленінград. Родичі не допустили його побачення з сином. Після звільнення мешкав у Тарусі. Постійно під контролем органів КДБ.
Влітку 1973 року емігрує до Ізраїлю. Пізніше переїхав до Європи, потім в США, у Каліфорнії, де викладав російську мову в спецшколі.
Помер у грудні 1984 року.

## Твори
Бюлетень Проводу ОУН в Ч. 1 (14) за 1974 рік так зарактеризує творчість Анатолія Радигіна:
| Підтвердження свідчень-документації про злочинні московські методи, що їх (свідчення) одержуємо з України, є також у спогадах-свідченнях жидівського письменника, недавнього в'язня московських тюрем, Анатолія Радиґіна, які надруковані повністю у «Визвольному Шляху» (кн. XI—XII, 1973) і в «Шляху Перемоги» циклем статей. У цих спогадах маємо і документацію про злочинні методи терору й знущання над нашими в'язнями, а одночасно й докази про незламність характеру й духу українських політв'язнів. Особливу увагу в згаданих спогадах треба звернути на розділ, у якому мова про жахливе катування Валентина Мороза і його апель до нас усіх. Катування В. Мороза, призначеного на знищення, типічне для сучасної стадії московського терору в Україні. |
- Радыгин А. В. Послания на волю: Письма из мордовских лагерей и Владимирской тюрьмы (1964—1971 гг.) / предисл., примеч. С. Радыгина // Звезда. — 2006. — № 3. — С. 109—158 : портр. Гордин Я. А. «Попробуйте согнуть дамасский нож…» // Звезда. — 2006. — № 3. — С. 107—108.